# Custer County (Montana)
Custer County is een county in de Amerikaanse staat Montana.
De county heeft een landoppervlakte van 9.798 km² en telt 11.696 inwoners (volkstelling 2000). De hoofdplaats is Miles City.

## Bevolkingsontwikkeling

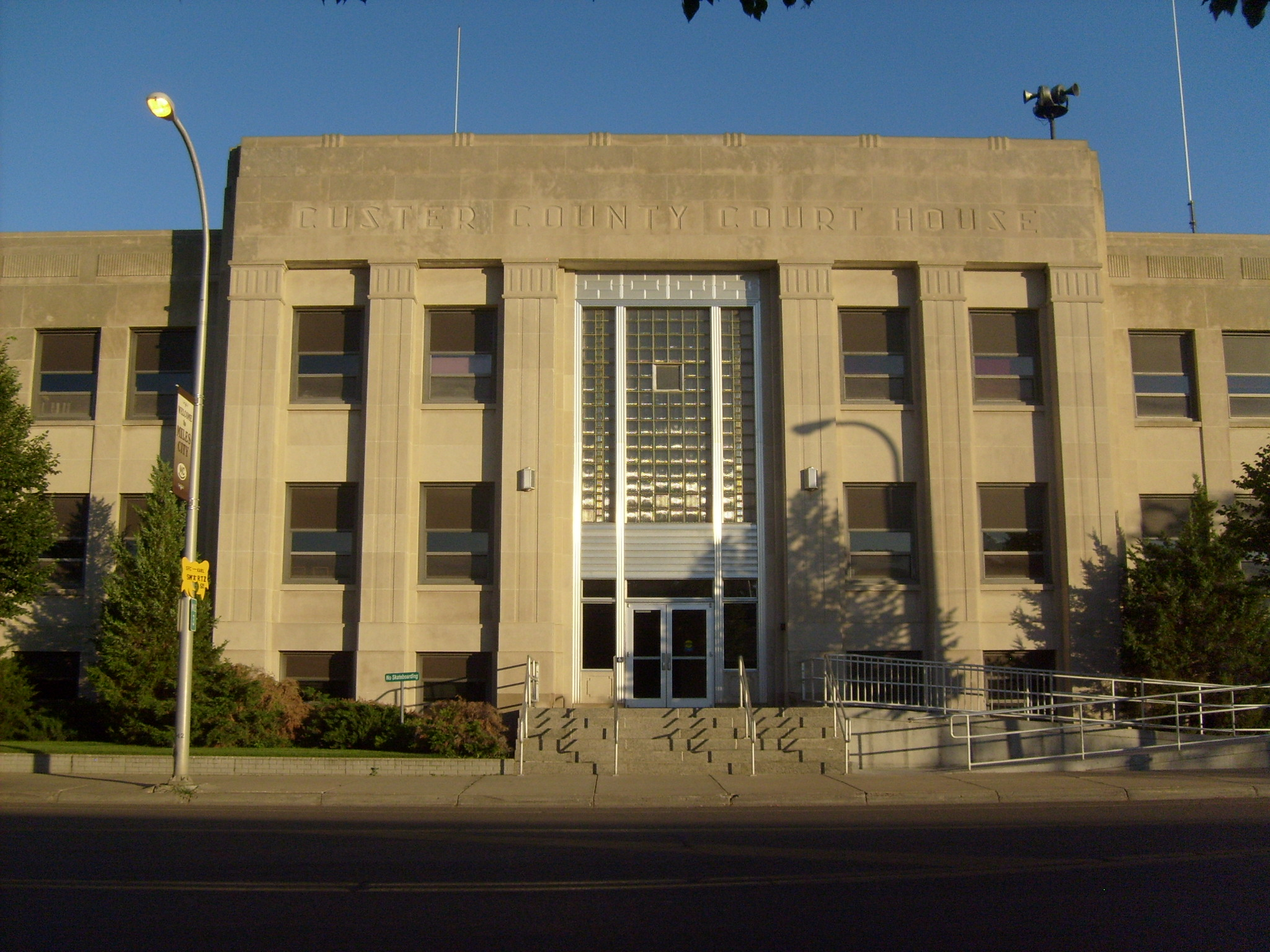
Custer County Courthouse